# Sun Arena

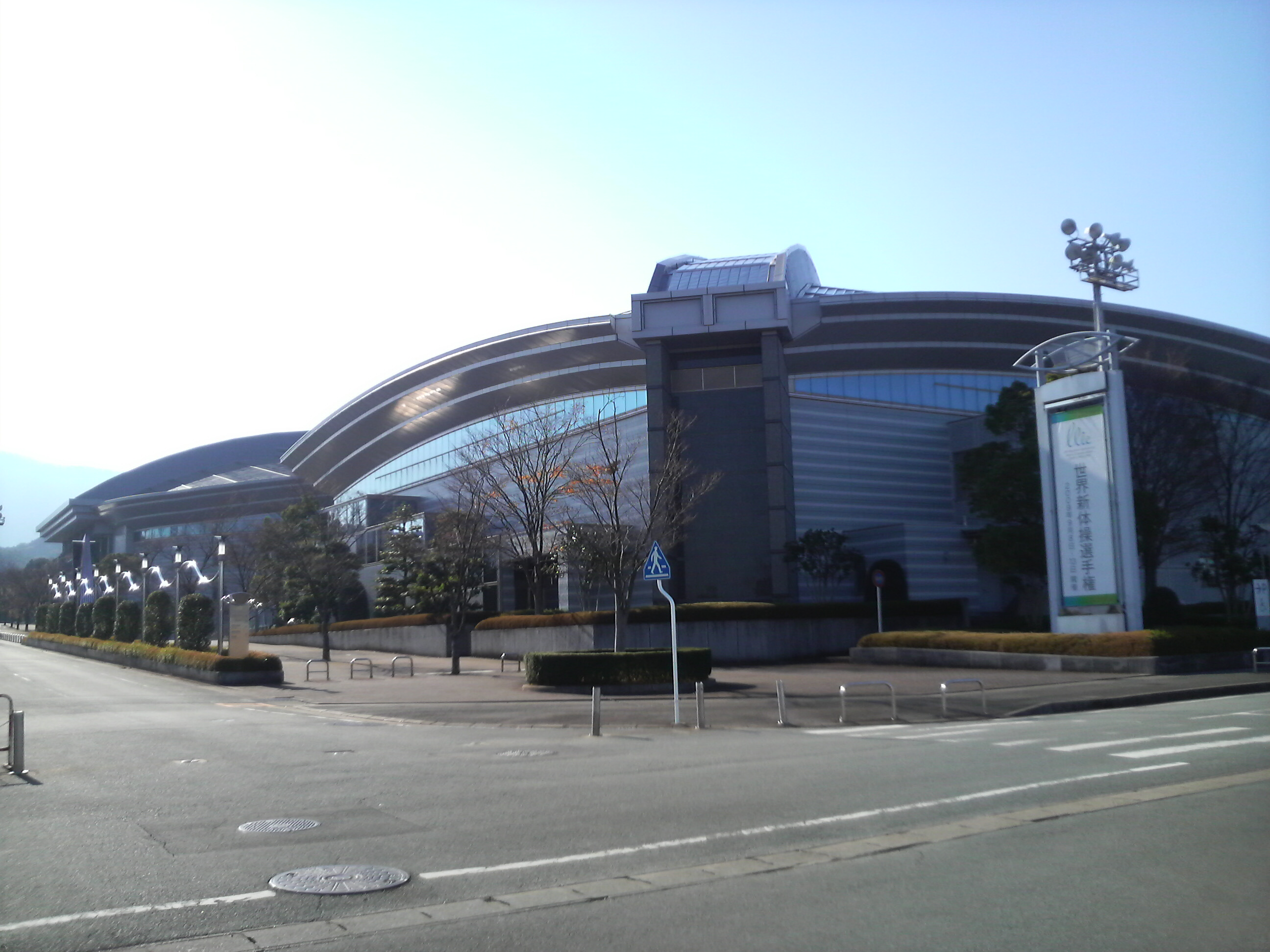
Sun Arena

A Sun Arena, em japonês:  三重県営サンアリーナ, é uma arena esportiva indoor localizada na cidade de Ise, Mie, Japão. A arena tem capacidade de 11 mil pessoas, e foi fundado no dia 5 de junho de 1994. Em setembro de 2009 recebeu o Campeonato Mundial de Ginástica Rítmica.